# Kropej
Kropej je priimek več znanih Slovencev:
- Andrej Kropej, duhovnik, redovnik
- Helmut Kropej, publicist na avstrijskem Koroškem (Poslikane panjske končnice), akupunkturist
- Jernej (Jaroslav) Kropej, oblikovalec
- Monika Kropej Telban (*1956), etnologinja in umetnostna zgodovinarka
- Nada Gaborovič (r. Nada Kropej) (1924 - 2006), pisateljica